# Bihun-Suppe

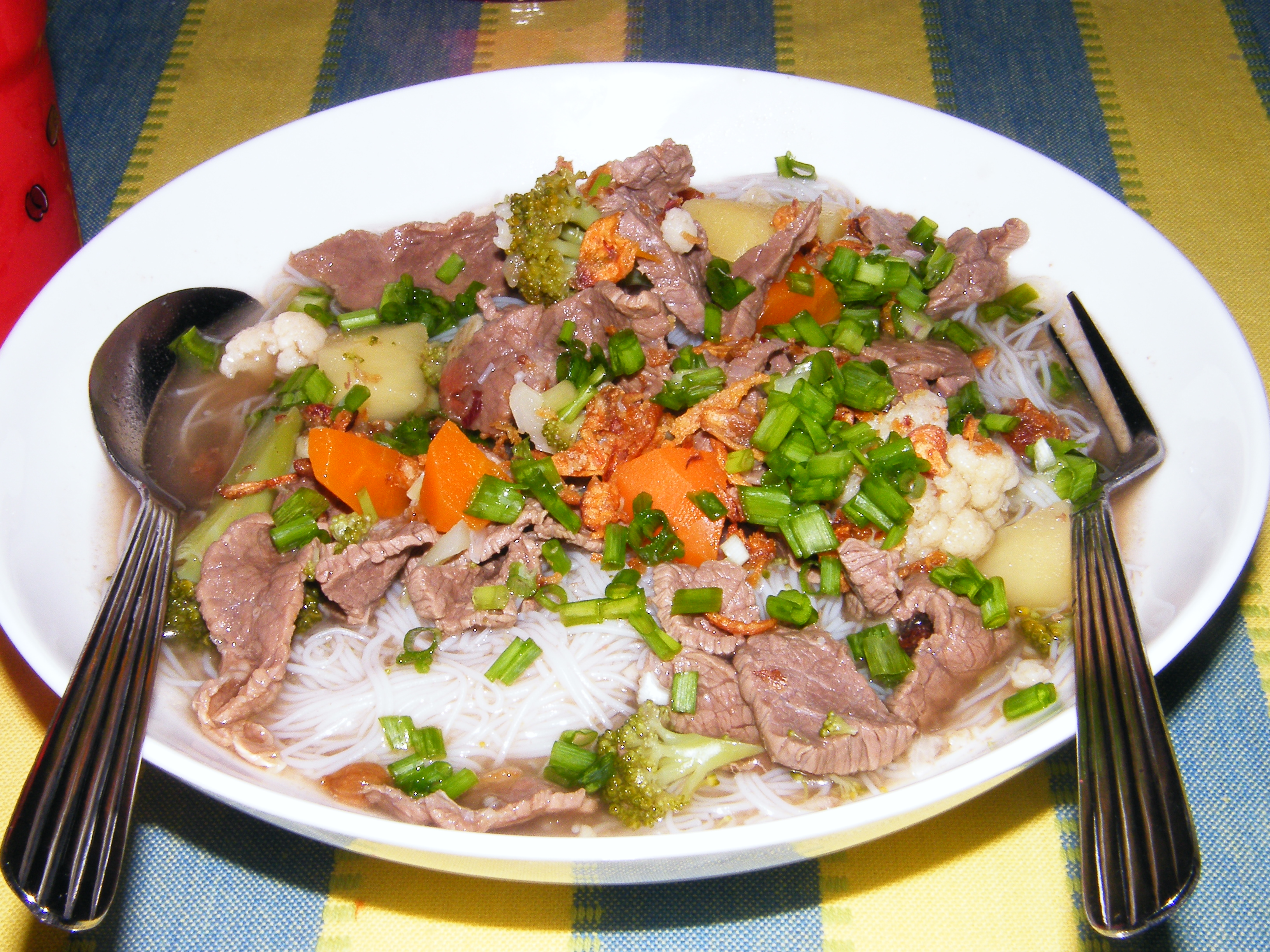
Bihun-Suppe, 2008

Bihun-Suppe, auch Bihunsuppe, ist ein Nudelsuppen-Gericht der indonesischen Küche, die mit Reisnudeln (Bihun), verschiedenen Fleisch- und Gemüsezutaten u. a. zubereitet und mit Gewürzen wie Chilischoten und Sojasoße abgeschmeckt wird.
Meist nimmt man dazu Schweine- und Hühnerfleisch. Als Gemüse kann beispielsweise Pak Choi, Sprossengemüse und kleingeschnittene Wasserkastanien mit Frühlingszwiebeln dienen.
In der deutschen Gastronomie ist Bihun-Suppe eine curryfarbene leicht gebundene Spezialsuppe mit Geflügelfleisch und exotischen Gewürzen, welche oft als Convenience-Erzeugnis nur noch fachgerecht mit Weinbrand vollendet wird.